# Henschel Hs 127
Le Henschel Hs 127 était un prototype de bombardier rapide de l'entre-deux-guerres.

## Conception
Développé selon le concept de schnellbomber, ce bimoteur est l'une des trois propositions à une demande du Reichsluftfahrtministerium datée de 1935. Ses concurrents sont Messerschmitt Bf 162 et le Junkers Ju 88, ce dernier est finalement choisi pour la production en masse. Le contrat du développement du Hs 127 est donc annulé en mai 1938, après la construction de deux prototypes.